# Jan Dołgowicz
Jan Dołgowicz (* 21. prosince 1954 Skarbiewo, Polsko) je bývalý polský zápasník, specializující se na zápas řecko-římský. V roce 1980 na olympijských hrách v Moskvě vybojoval v kategorii do 82 kg stříbrnou medaili. V roce 1982 vybojoval bronz na mistrovství světa. V roce 1977 a 1978 vybojoval čtvrté a v roce 1979 šesté místo. V letech 1978, 1979 a 1981 vybojoval stříbro na mistrovství Evropy.